# Міська агломерація Сан-Луїс (мікрорегіон)
Міська агломерація Сан-Луїс (порт. Microrregião da Aglomeração Urbana de São Luís) — мікрорегіон в Бразилії, входить в штат Мараньян. Складова частина мезорегіону Північ штату Мараньян. Населення становить 1 211 270 чоловік на 2007 рік. Займає площу 1410,015 км². Густота населення — 859,0 чол./км².

## Склад мікрорегіону
До складу мікрорегіону включені наступні муніципалітети:
1. Пасу-ду-Луміар
2. Рапоза
3. Сан-Жозе-ді-Рібамар
4. Сан-Луїс

| Бразилія | Це незавершена стаття з географії Бразилії. Ви можете допомогти проєкту, виправивши або дописавши її. |